# Platychorda
Platychorda är ett släkte av gräsväxter. Platychorda ingår i familjen Restionaceae.
Kladogram enligt Catalogue of Life:
| Platychorda | \| \| Platychorda applanata \| \| \| \| \| \| Platychorda rivalis \| \| \| \| |
|             | \| \| Platychorda applanata \| \| \| \| \| \| Platychorda rivalis \| \| \| \| |
|             | Platychorda applanata                                                         |
|             |                                                                               |
|             | Platychorda rivalis                                                           |
|             |                                                                               |